# Дубровинська сільська рада (Мішкинський район)
Дубро́винська сільська рада (рос. Дубровинский сельский совет) — сільське поселення у складі Мішкинського району Курганської області Росії.
Адміністративний центр — село Дубровне.
Населення сільського поселення становить 521 особа (2017; 591 у 2010, 765 у 2002).

## Склад
До складу сільського поселення входять:
| Населений пункт  | Населення, осіб (2002) | Населення, осіб (2010) |
| ---------------- | ---------------------- | ---------------------- |
| Дубровне, село   | 575                    | 489                    |
| Кокуй, присілок  | 102                    | 60                     |
| Плетні, присілок | 88                     | 42                     |